# Hyponephele kocaki
Hyponephele kocaki är en fjärilsart som beskrevs av Wolfgang Eckweiler 1978. Hyponephele kocaki ingår i släktet Hyponephele och familjen praktfjärilar. Inga underarter finns listade i Catalogue of Life.